# دبليو 19 (قنبلة نووية)
دبليو 19 هو قذيفة مدفعية نووية أمريكية، مشتقة من قذيفة دبليو 9. تم إطلاق دبليو 19 من مدفع هاوتزر بقياس 11 بوصة (28 سم). تم إنتاجه في عام 1955 وخروجه من الخدمة في عام 1963.

## المواصفات
كان قطر دبليو 19 11 بوصة (28 سم) وقطره 54 بوصة (140 سم) ووزن 600 رطل (270 كجم) وهو سلاح نووي.

## المتغيرات

### دبليو 23
تم تكييف النظام النووي دبليو 19 في قذيفة مدفعية نووية يبلغ قطرها 16 بوصة (406 مم) والموجودة في فئة السفن الحربية في ولاية أيوا وكان (دبليو 23) مشابها له حيث بدأ إنتاج دبليو 23 في عام 1956 واستمر بالخدمة حتى عام 1962 حيث تم إنتاج 50 قنبلة.